# La Paz de Carazo
La Paz de Carazo ou La Paz de Oriente é um município da Nicarágua, situado no departamento de Carazo. Tem 16 km² de área e sua população em 2020 foi estimada em 5.823 habitantes.